# Franz Wuesthoff

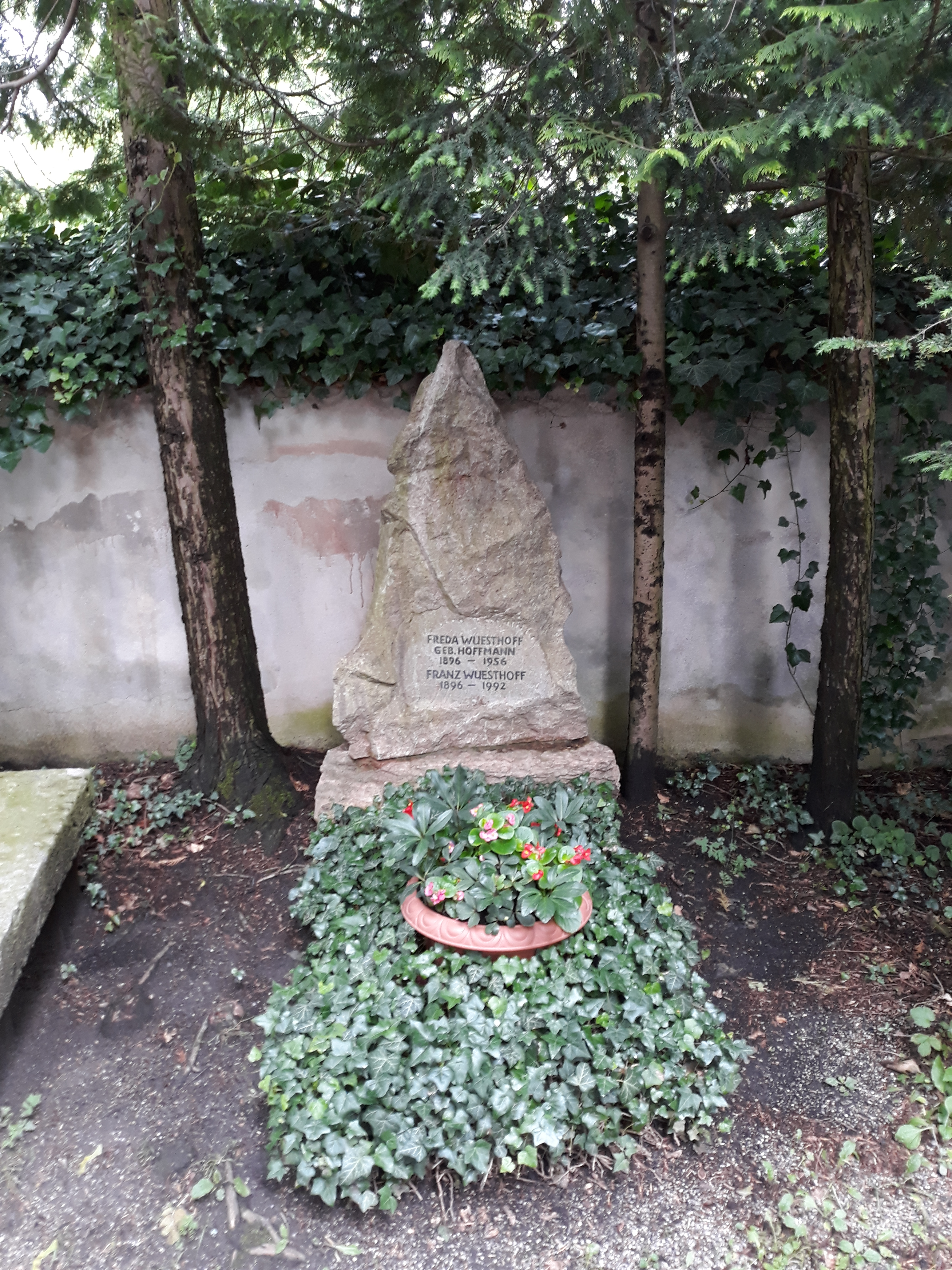
Das Grab von Franz Wuesthoff und seiner Ehefrau Freda auf dem Bogenhausener Friedhof in München.

Franz Wuesthoff (* 17. Juni 1896 in Kolonie Grunewald, Kreis Teltow als Roderich Franz Herzfeld; † 1992 in Berlin) war ein deutscher Chemiker und Rechtsanwalt.
Franz Wuesthoff war der Sohn des Chemikers Alexander Herzfeld (1854–1928); sein Großvater war Ludwig Herzfeld und den Nachnamen Wuesthoff übernahm er in den 1920ern von dessen Frau Marie Clementine Wüsthoff.
Wuesthoff studierte und promovierte im Fach Chemie an der Technischen Hochschule Berlin. Nach Beendigung seiner Ausbildung zum Patentanwalt im Jahre 1927 gründete er gemeinsam mit seiner Frau Freda eine Patentanwaltssozietät. Mit dem Umzug des Deutschen Patentamts wurde diese 1949 von Berlin nach München verlegt.
Bei der Neugründung der deutschen Patentanwaltskammer im Jahr 1949 wurde Franz Wuesthoff in deren Vorstand gewählt. Er verfasste zahlreiche Aufsätze, Vorträge und Kommentare auf dem Gebiet des Patent- und Warenzeichenrechts, insbesondere auch im Bereich des Schutzes von Pflanzenzüchtungen.
Wuesthoff gehörte von 1961 bis 1969 dem Beirat der Friedrich-Naumann-Stiftung an.

## Veröffentlichungen
- (gemeinsam mit Herbert Leßmann, Gert Würtenberger): Handbuch zum deutschen und europäischen Sortenschutz. Systematische Darstellung mit Gesetzestexten, 2 Bde., Wiley-VCH, Weinheim, New York, Chichester, Brisbane, Singapore, Toronto 1999, ISBN 978-3-527-28810-6.
- (gemeinsam mit Herbert Lessmann, Diethard Wendt): Sortenschutzgesetz. Kommentar, VCH, Weinheim, Basel, Cambridge, New York, 2. Aufl., 1990, ISBN 978-3-527-26997-6.
- (gemeinsam mit Diethard Wendt): Kommentar zum Sortenschutzgesetz. Systematisch erläutert, Verlag Chemie, Weinheim, New York, 2. Aufl. 1977, ISBN 978-3-527-25673-0.